# Менандер Ретор
Вижте пояснителната страница за други личности с името Менандер.
Менандер Ретор, наричан също Менандер от Лаодикея,  (на гръцки: Μένανδρος Ῥήτωρ, Menandros; на латински: Menander Rhetor, Menander Laodicensis) е късноантичен гръцки оратор и теоретик по реторика през 3/4 век. Наричан е „Ретор“, за да се отличава от древногръцкия драматург със същото име.
Той живее в Мала Азия (в днешна Турция). Неговите произведения принадлежат към така наречената „Втора Софистика“. От него са известни два теоретически текста за Епидеиктик.

## Текст
- Donald Andrew Russell, Nigel Guy Wilson: Menander Rhetor. Edited with translation and commentary. Oxford 1981. ISBN 0-19-814013-4